# Орлов, Сергей Александрович
Сергей Александрович Орлов (род. 20 апреля 1989, деревня Большое Уварово, Озёрский район, Московская область) — российский футболист, нападающий.

## Карьера
Воспитанник ДЮСШ (Озёры). Футболом серьезно начал заниматься только в 13 лет. Первый тренер — Виктор Иванович Прозоров. После неудачной попытки закрепиться в основном составе выступавшей во Втором дивизионе «Рязани», несколько лет выступал на любительском уровне, где он проявлял свои бомбардирские способности.[как?] В июне 2013 года Орлов вернулся на профессиональный уровень, заключив контракт с ивановским «Текстильщиком». Через три года ненадолго ушел в «Сочи», но из-за проблем с коллективом вскоре вернулся в «Текстильщик», был одним из лидеров команды. В первенстве провёл 125 матчей, забил 34 гола. В «Текстильщике»  играл под руководством Дмитрия Парфёнова, Равиля Сабитова, Вадима Евсеева и Дениса Бояринцева.
Летом 2018 года перешел в клуб ФНЛ «Факел» Воронеж, но в декабре покинул команду, в 16 играх ни разу не забив. С 2019 года выступал за армянский клуб первого дивизиона «Вест Армения». В его составе отличался большой результативностью. В августе 2021 года заключил контракт с дебютантом местной Премьер-лиги «Нораванком». Дебютировал 20 августа в матче против «Арарат-Армении» (0:2) — на 64-й минуте заменил Эрика Петросяна.
В июле — августе 2022 года играл за новгородский «Электрон», забил первый гол новоиспечённого клуба на профессиональном уровне (на «Петровском» в ворота «Ленинградца», открыв счёт в матче, 1:5). Покинул клуб в сентябре по семейным обстоятельствам. Вторую часть сезона 2022/23 провёл в подмосковной «Балашихе». После играл за команду «Уралец медиа» в 4-м сезоне Медиалиги.

## Достижения
- Обладатель Кубка Армении (1): 2021/22.
- Серебряный призёр Первенства ПФЛ, зона/группа «Запад» (2): 2013/14, 2017/18.
- Бронзовый призёр Первенства ПФЛ, группа «Запад» (2): 2016/17.